# Лебіга Михайло Анатолійович
Михайло Анатолійович Лебіга (нар. 21 листопада 1997, с. Михайлючка, Хмельницька область) — український блогер, стример.

## Життєпис
Народився в селі Михайлючка на Шепетівщині. У два роки переїхав із сім'єю в Кам'янець-Подільський, де жив до 20 років, перш ніж перебратись у Хмельницький. 2022 року переїхав у Чернівецьку область. У листопаді 2023 року переїхав до Києва[джерело?].
Почав активно стримити на Twitch у вересні 2022 року. Зазвичай веде розмовні трансляції, летсплеї, дивиться та коментує телепрограми й відео з інтернету тощо. Один із напрямків стримів Лебіги — перегляд українських шоу, інтерв'ю та теледебатів.

## Популярність
Отримав висвітлення в ЗМІ перш за все завдяки його рекордним зборам на потреби ЗСУ, ГУР, та інших підрозділів на платформі Twitch. Так, зокрема, в липні 2023 року Лебіга всього за одну ніч зібрав рекордні 8,35 млн гривень за 8-годинний стрим. Первинною метою було зібрати 2 658 000 грн, але за підсумками зборів сума втричі перевищила ціль. Лише за першу годину вдалося зібрати більше 3 млн.
Блогер часто передає допомогу захисникам особисто, здійснюючи поїздки у зону бойових дій. Свого часу відправив до Херсону цілий гуманітарний конвой, який налічував 18 бусів, завантажених водою, харчами та речами першої потреби.

### Лебігович
Після стриму зі старими дебатами Ющенка та Януковича, глядачі почали жартома називати блогера кандидатом від народу та поширювати відповідні меми, де Лебігу називають кандидатом в президенти Лебіговичем (прізвище, яке є поєднанням слів Лебіга та Янукович) або Лебіщенко (Лебіга та Ющенко). 3 вересня 2023 року Лебіга провів збір на армію для фонду «Повернись живим» під виглядом «виборів». У восьми містах України були облаштовані спеціальні «дільниці», де кожен охочий міг «проголосувати» віддавши сто гривень для ЗСУ. 4 вересня були оголошені результати: онлайн вдалося зібрати 20 199 531 грн, а на дільницях — 397 504 грн.

## Дискографія

### Сингли
| Назва                                | Рік  | Найвищі позиції у чартах | Альбом    |
| Назва                                | Рік  | TopHit                   | Альбом    |
| ------------------------------------ | ---- | ------------------------ | --------- |
| «А я все плакала» разом із Dorofeeva | 2024 | 3                        | Heartbeat |